# Železniční trať Smidary – Vysoké Veselí
Železniční trať Smidary – Vysoké Veselí, místními zvaná někdy jako Veselačka, je zaniklá jednokolejná neelektrizovaná trať v Královéhradeckém kraji. Vystavěla ji společnost Rakouské místní dráhy, založená v roce 1880.

## Historie
Na konci srpna 1880 obdržely Rakouské místní dráhy koncesi na stavbu trati s tím, že bude zprovozněna přesně za rok, v srpnu 1881. Do průběhu stavby zasáhly problémy při jednání s majiteli pozemků, po nichž měla trať vést, a proto byla zkolaudována až v listopadu téhož roku. Osobní doprava byla na základě povolení ministerstva zahájena 20. února 1882. V červenci 1885 byla trať prodána Českým obchodním drahám a ke 31. prosinci 1908 byla zestátněna.

### Provoz
Zpočátku jezdila po trati jen jedna lokomotiva, jeden krytý vůz a dva vozy na uhlí. V roce 1900 jezdily mezi koncovými stanicemi denně dva páry vlaků, v následujících dvaceti letech došlo ke zvýšení až na čtyři páry.
Ve 20. a 30. letech 20. století začala výrazně narůstat popularita automobilové dopravy, čímž se pro železnici stala silným konkurentem. Řešením tehdy bylo zavádění motorového provozu na vedlejších tratích, k čemuž došlo i na této trati. V květnu 1932 tak začal veškerou osobní dopravu zajišťovat motorový vůz M 120.326. Ve stejném roce byl ve Vysokém Veselí uzavřen cukrovar, ale na provoz to nemělo prakticky žádný vliv.
Za dob protektorátu byl motorový vůz dočasně nahrazen parními lokomotivami. Po druhé světové válce se na osobní vlaky vrátily motorové vozy, zatímco nákladní doprava byla stále zajišťována parními lokomotivami. V 60. letech zaznamenala nákladní automobilová doprava další růst popularity. V květnu 1970 tak po trati projel poslední parní vlak, poté byly vlaky vedeny motorovými vozy M 131.1. Poslední vlak po trati projel 29. května 1976 a následně byla trať zrušena.
I po ukončení provozu a zrušení trati zůstal za stanicí Smidary zůstal přibližně 800 metrů dlouhý úsek kolejí, využívaný až do roku 1992 pro odstavování železničních vozidel. V roce 1999 byl tento zbytek kolejí, včetně kolejiště místního nádraží ve Smidarech, zlikvidován a do roku 2001 odstraněny zbývající mosty.

## Navazující tratě

### Smidary
- Trať 040 Chlumec nad Cidlinou – Smidary – Ostroměř – Stará Paka – Trutnov